# Финкелькрот, Ален
Але́н Финкелькрот  (фр. Alain Finkielkraut, МФА (фр.) [alɛ̃ finkɛlkʁot]; род. 30 июня 1949) — французский философ и публичный интеллектуал еврейского происхождения. Автор ряда книг и эссе на широкий спектр тем, в том числе о проблемах идентичности, антисемитизма, французского колониализма, межэтнических конфликтов, ассимиляции иммигрантов, югославских войн.
В 1976 году, в возрасте 27 лет, Ален стал доцентом (assistant professor) департамента французской литературы Калифорнийского университета в Беркли. С 1989 по 2014 год он работал профессором в парижской Политехнической школе.
10 апреля 2014 года Ален Финкелькрот был избран членом Французской академии (21 кресло).